# 난부 노부노리
난부 노부노리(일본어: 南部信誉, なんぶ　のぶのり, 1805년 11월 ~ 1862년 8월)는 일본 무쓰노쿠니 시치노헤번의 2대 번주이다. 관위는 종5위하 단바노카미(丹波守)였다.
1805년 11월, 시치노헤번의 1대 번주 난부 노부치카(南部信鄰)의 맏아들로 태어났다. 1821년, 아버지가 사망하자 이듬해인 1862년 정월에 그 뒤를 이었다. 1858년, 성주격(城主格)이 되었다. 1862년 8월, 58세의 나이로 사망하였다. 난부 도시타다(南部利済)의 넷째 아들 난부 노리아쓰(南部謹敦)를 양자로 삼았으나 가독을 잇지는 않았고, 또다른 양자 난부 노부타미(南部信民)가 그 뒤를 이었다.
| 전임 난부 노부치카 | 제2대 시치노헤번 번주 1822년 ~ 1862년 | 후임 난부 노부타미 |